# Campeonato Mundial de Halterofilismo de 2019 - Até 96 kg masculino
A categoria até 96 kg masculino foi um evento do Campeonato Mundial de Halterofilismo de 2019, disputado no Centro Nacional de Treinamento Esportivo Oriental, em Pattaya, na Tailândia, entre 23 e 24 de setembro de 2019. 

## Calendário
Horário local (UTC+7)
| Dia            | Horário | Fase    |
| -------------- | ------- | ------- |
| 23 de setembro | 22:30   | Grupo D |
| 24 de setembro | 10:00   | Grupo C |
| 24 de setembro | 14:25   | Grupo B |
| 24 de setembro | 17:55   | Grupo A |

## Medalhistas
| Evento    | Ouro                 | Ouro   | Prata               | Prata  | Bronze               | Bronze |
| --------- | -------------------- | ------ | ------------------- | ------ | -------------------- | ------ |
| Arranque  | Anton Pliesnoi (GEO) | 181 kg | Tian Tao (CHN)      | 180 kg | Jhonatan Rivas (COL) | 179 kg |
| Arremesso | Tian Tao (CHN)       | 230 kg | Fares El-Bakh (QAT) | 224 kg | Ayoub Mousavi (IRI)  | 214 kg |
| Total     | Tian Tao (CHN)       | 410 kg | Fares El-Bakh (QAT) | 402 kg | Anton Pliesnoi (GEO) | 394 kg |

## Recordes
Antes desta competição, o recorde mundial da prova era o seguinte:
| Recorde         | Tipo      | Atleta              | Peso   | Local    | Data                  |
| Recorde Mundial | Arranque  | Sohrab Moradi (IRI) | 186 kg | Asgabade | 7 de novembro de 2018 |
| Recorde Mundial | Arremesso | Tian Tao (CHN)      | 231 kg | Tóquio   | 7 de julho de 2019    |
| Recorde Mundial | Total     | Sohrab Moradi (IRI) | 416 kg | Asgabade | 7 de novembro de 2018 |

## Resultado
Os resultados foram os seguintes. 
| Pos.              | Atleta                           | Grupo | Arranque (kg) | Arranque (kg) | Arranque (kg) | Arranque (kg)     | Arremesso (kg) | Arremesso (kg) | Arremesso (kg) | Arremesso (kg)    | Total |
| Pos.              | Atleta                           | Grupo | 1             | 2             | 3             | Resultado         | 1              | 2              | 3              | Resultado         | Total |
| ----------------- | -------------------------------- | ----- | ------------- | ------------- | ------------- | ----------------- | -------------- | -------------- | -------------- | ----------------- | ----- |
| Medalha de ouro   | Tian Tao (CHN)                   | A     | 175           | 175           | 180           | Medalha de prata  | 218            | 225            | 230            | Medalha de ouro   | 410   |
| Medalha de prata  | Fares El-Bakh (QAT)              | A     | 174           | 178           | 181           | 4                 | 217            | 224            | 230            | Medalha de prata  | 402   |
| Medalha de bronze | Anton Pliesnoi (GEO)             | A     | 172           | 177           | 181           | Medalha de ouro   | 203            | 209            | 213            | 4                 | 394   |
| 4                 | Jhonatan Rivas (COL)             | A     | 175           | 179           | 182           | Medalha de bronze | 206            | 212            | 212            | 5                 | 391   |
| 5                 | Ayoub Mousavi (IRI)              | A     | 167           | 168           | 173           | 9                 | 205            | 206            | 214            | Medalha de bronze | 382   |
| 6                 | Boady Santavy (CAN)              | A     | 170           | 175           | 175           | 5                 | 203            | 203            | 210            | 6                 | 380   |
| 7                 | Khetag Khugaev (RUS)             | A     | 165           | 165           | 170           | 7                 | 201            | 206            | 212            | 8                 | 376   |
| 8                 | Jeyson Arias (VEN)               | B     | 160           | 164           | 164           | 12                | 200            | 203            | 205            | 9                 | 369   |
| 9                 | Jang Yeon-hak (KOR)              | B     | 164           | 164           | 169           | 11                | 197            | 203            | 206            | 10                | 367   |
| 10                | Bekdoolot Rasulbekov (KGZ)       | A     | 165           | 170           | 176           | 6                 | 197            | 203            | 203            | 18                | 367   |
| 11                | Ángel Luna (VEN)                 | B     | 161           | 168           | 168           | 17                | 203            | 203            | —              | 11                | 364   |
| 12                | Vadims Koževņikovs (LAT)         | B     | 153           | 158           | 161           | 24                | 201            | 206            | 210            | 7                 | 364   |
| 13                | Ilya Ilyin (KAZ)                 | A     | 165           | 168           | 171           | 8                 | 195            | 200            | 200            | 20                | 363   |
| 14                | Illia Kulikov (UKR)              | B     | 155           | 160           | 160           | 20                | 195            | 200            | 205            | 14                | 360   |
| 15                | Jürgen Spieß (GER)               | B     | 155           | 160           | 163           | 19                | 190            | 195            | 200            | 15                | 360   |
| 16                | İbrahim Arat (TUR)               | A     | 160           | 165           | 165           | 21                | 200            | 205            | 206            | 16                | 360   |
| 17                | Chen Po-jen (TPE)                | B     | 160           | 165           | 170           | 10                | 193            | 198            | 200            | 21                | 358   |
| 18                | Wilmer Contreras (ECU)           | C     | 154           | 158           | 160           | 23                | 190            | 195            | 197            | 19                | 353   |
| 19                | Kyryl Pyrohov (UKR)              | B     | 162           | 167           | 167           | 14                | 185            | 191            | 195            | 24                | 353   |
| 20                | Nathan Damron (USA)              | B     | 155           | 160           | 161           | 28                | 190            | 197            | 202            | 17                | 352   |
| 21                | Don Opeloge (SAM)                | C     | 151           | 156           | 156           | 31                | 190            | 200            | 205            | 13                | 351   |
| 22                | Marco Gregório (BRA)             | C     | 160           | 164           | 164           | 18                | 185            | 190            | 195            | 25                | 350   |
| 23                | Łukasz Grela (POL)               | B     | 161           | 162           | 162           | 15                | 187            | 192            | 193            | 27                | 349   |
| 24                | Tudor Ciobanu (MDA)              | D     | 150           | 155           | 160           | 26                | 182            | 190            | 192            | 22                | 347   |
| 25                | Jason Bonnick (USA)              | C     | 152           | 157           | 157           | 25                | 183            | 183            | 190            | 26                | 347   |
| 26                | Steven Kari (PNG)                | D     | 135           | 145           | 155           | 33                | 185            | 196            | 200            | 12                | 345   |
| 27                | Artur Babayan (RUS)              | C     | 155           | 159           | 161           | 16                | 184            | 190            | 190            | 32                | 345   |
| 28                | Zaynobiddin Makhamadaminov (UZB) | C     | 155           | 155           | 159           | 22                | 185            | 189            | —              | 29                | 344   |
| 29                | Nailkhan Nabiyev (AZE)           | D     | 140           | 145           | 147           | 32                | 182            | 191            | 196            | 23                | 338   |
| 30                | Saddam Messaoui (ALG)            | C     | 152           | 152           | 157           | 29                | 186            | 191            | 191            | 28                | 338   |
| 31                | Israël Kaikilekofe (FRA)         | C     | 151           | 156           | 156           | 30                | 180            | 180            | 185            | 31                | 336   |
| 32                | Nicolae Onică (ROU)              | C     | 145           | 155           | 155           | 34                | 185            | 185            | 190            | 30                | 330   |
| 33                | Edmon Avetisyan (GBR)            | D     | 143           | 147           | 147           | 36                | 180            | 185            | 185            | 33                | 323   |
| 34                | Luis Lamenza (PUR)               | D     | 143           | 148           | 148           | 35                | 175            | 181            | 182            | 34                | 318   |
| 35                | Keven Morales (PUR)              | D     | 132           | 136           | 138           | 38                | 170            | 175            | 175            | 35                | 302   |
| 36                | John Cheah (SGP)                 | D     | 130           | 133           | 136           | 37                | 162            | 165            | 165            | 36                | 295   |
| —                 | Serafim Veli (BRA)               | C     | 163           | 168           | —             | 13                | —              | —              | —              | —                 | —     |
| —                 | Izzatbek Meredow (TKM)           | C     | 155           | 155           | 159           | 27                | 185            | 185            | 185            | —                 | —     |
| —                 | Kianoush Rostami (IRI)           | A     | 180           | 180           | 180           | —                 | —              | —              | —              | —                 | —     |